# Getrag
Getrag, estilizada como GETRAG, foi um importante fornecedor de sistemas de transmissão para automóveis de passageiros e veículos comerciais. A empresa foi fundada em 1 de Maio de 1935, em Ludwigsburg, Alemanha por Hermann Hagenmeyer; como o Getriebe und Zahnradfabrik Hermann Hagenmeyer GmbH & Cie KG.
Com sede em Untergruppenbach, Baden-Württemberg, Alemanha, a Getrag fabricou e desenvolveu produtos e soluções de transmissão de automóveis de passageiros para os importantes mercados automotivos da Europa, Ásia e América do Norte, com 24 locais e cerca de 12.500 funcionários em todo o mundo. Em 2011, a empresa tinha um volume de negócios de três mil milhões de euros.
A empresa tinha três joint ventures: Getrag Ford Transmissions com sede em Colónia, com Ford Motor Company, Getrag (Jiangxi) Transmission Co. Ltd. com Jiangling Motors Corporation, Ltd. e transmissão de Dongfeng Getrag com Dongfeng Motor Corporation. Além disso, a Getrag forneceu transmissões para uma variedade de fabricantes de automóveis, incluindo BMW (Mini), Daimler AG, Ferrari, Mitsubishi, Porsche, Renault, Grupo Volkswagen e Volvo. Os concorrentes dela empresa incluem Aisin, BorgWarner, Graziano e ZF.
O portfólio variou de clássico transmissões manuais, transmissões manuais automatizadas, e transmissões automáticas baseado em transmissão de dupla embraiagem (DCT) para várias soluções de hibridização, sistemas de amplificação de alcance e transmissões puramente elétricas.
Em julho de 2015, a Getrag foi adquirida pela Magna Powertrain por US $ 1,9 bilhão e foi gradualmente integrado à empresa.